# 真池站
真池站（：／ Chinji yŏk */?）曾为朝鲜铁路平南线上的一个车站，位于南浦特别市龍岡郡，废止时间不详。

## 历史
- 1910年10月16日：开始使用[1]。